# Katolická církev v Keni
Katolická církev v Keni je křesťanské společenství v jednotě s papežem. Ke katolicismu se v Keňské republice hlásí asi 13 miliónů obyvatel, tzn. asi 25% populace.

## Historie

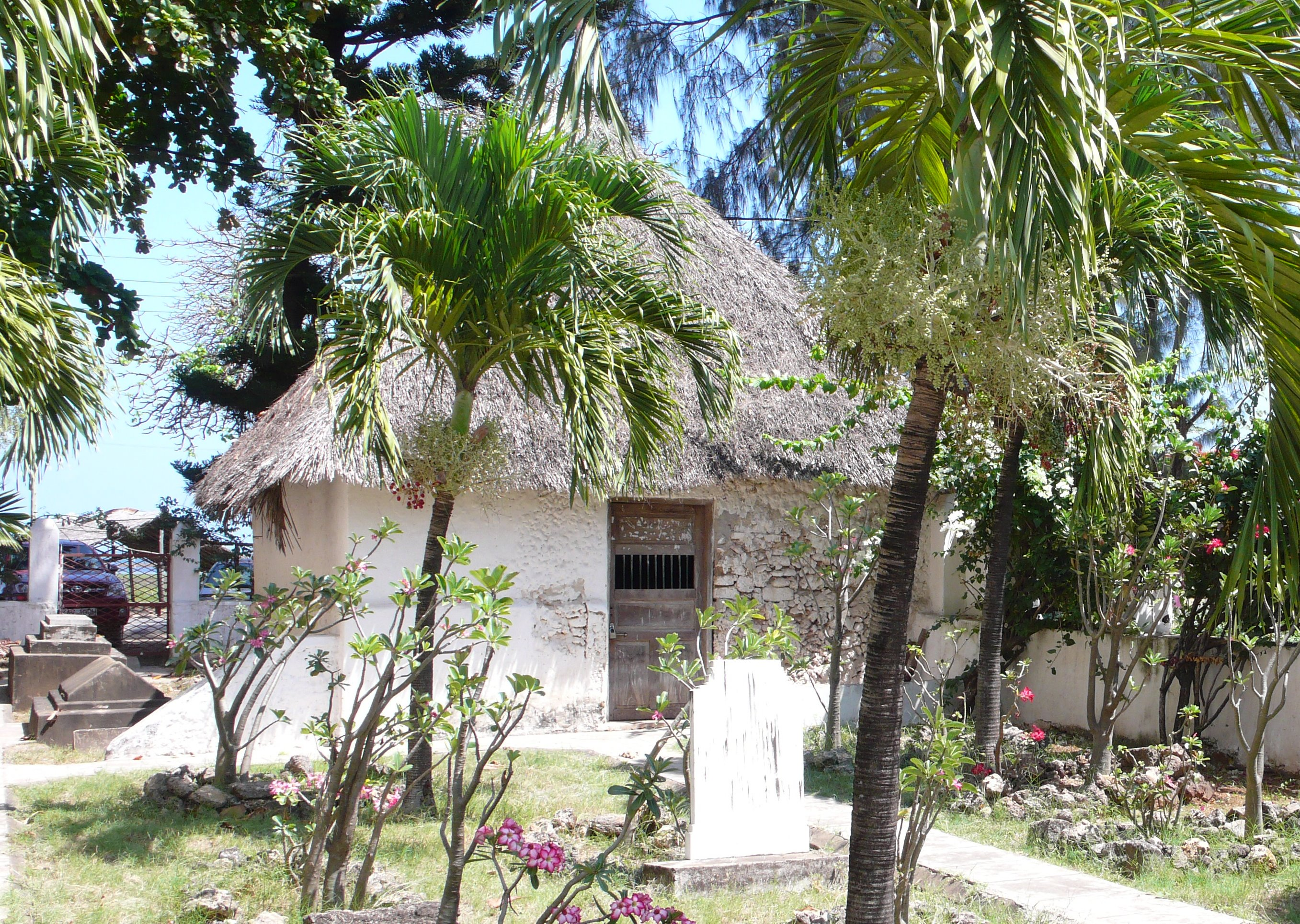
Kaple Vasca da Gamy, která uchovává jeho kříž, je považována za nejstarší křesťanský sakrální prostor v subsaharské Africe

Dějiny katolické církve v dnešní Keni sahají do 15. století a je tak nejstarší katolickou církví ve východní Africe. Již v roce 1498 Vasco da Gama vztyčil kříž na pobřeží Malindi, který je dodnes zachovaný. Na konci 16. století misionáři z řádu augustiniánů začali evangelizovat místní obyvatelstvo. V roce 1631 sultán z Mombasy Jeromino Chingulia, odpadlý křesťan, během pronásledování nechal umučit asi 150 mučedníků z Mombasy, jejichž beatifikační proces je již zahájen. Misie byly obnoveny v 19. století: roku 1889 přecházejí do země Spiritáni, roku 1902 misionáři Consolaty a v roce 1930 Misionáři z Mill Hill. Roku 1909 vznikl první apoštolský vikariát v Keni a krátce poté následovaly další. V roce 1953 vznikla Arcidiecéze Nairobi se třemi sufragánní i diecézemi. V letech 1980, 1985 a 1995 zemi navštívil papež Jan Pavel II., roku 2015 papež František. 

## Církevní struktura
V Keni jsou 4 metropolitní diecéze, mezi něž je rozděleno dalších 23 sufragánních diecézí; je zde také vojenský ordinariát. Liturgickou řečí je angličtina.
- Arcidiecéze Kisumu
  - Diecéze Bungoma
  - Diecéze Eldoret
  - Diecéze Homa Bay
  - Diecéze Kakamega
  - Diecéze Kapsabet
  - Diecéze Kisii
  - Diecéze Kitale
  - Diecéze Lodwar
- Arcidiecéze Mombasa
  - Diecéze Garissa
  - Diecéze Malindi
- Arcidiecéze Nairobi
  - Diecéze Kericho
  - Diecéze Kitui
  - Diecéze Machakos
  - Diecéze Nakuru
  - Diecéze Ngong
  - Diecéze Wote
- Arcidiecéze Nyeri
  - Diecéze Embu
  - Diecéze Isiolo
  - Diecéze Maralal
  - Diecéze Marsabit
  - Diecéze Meru
  - Diecéze Muranga
  - Diecéze Nyahururu
- Keňský vojenský ordinariát

## Biskupská konference
Všichni katoličtí biskupové v zemi jsou členy Konference keňských katolických biskupů (Kenya Conference of Catholic Bishops, KCCB). Biskupská konference je členem Asociace členů biskupských konferencí východní Afriky (Association of Member Episcopal Conferences in Eastern Africa, AMECEA) a celoafrického Sympozia biskupských konferencí Afriky a Madagaskaru.

## Nunciatura
Svatý stolec je v Keni reprezentován od roku 1965 apoštolským nunciem, jehož přítomnost navazuje na existenci apoštolského delegáta Afriky, který byl poprvé jmenován již v roce 1930. Nyní tuto funkci zastává Hubertus van Megen.